# Султанбеков, Темирлан Медетович
Темирлан Султанбеков — кыргызский политический деятель, лидер  партии «Социал-демократы» в Кыргызской Республике, вице-президент Социалистического Интернационала, официальный представитель партии в Прогрессивном Альянсе.

## Семья
Темирлан Султанбеков родился 12 сентября 1998 года в семье военнослужащих в городе Балыкчы Иссык-Кульской области. Отец Медет Султанбеков — полковник, экс-начальник главного управления Генерального штаба ВС КР, учился в России и Германии, является соавтором с европейскими исследователями ряда книг.В сентябре 2019 года из-за активной политической деятельности Темирлана Султанбекова он был вынужден уйти из Минобороны. В настоящее время работает в Центральноазиатском представительстве ITF-Enhancing Human Security.  Мать Кыял Токторбаева — офицер пограничных войск Кыргызской Республики в отставке.
В 10-11 классах был победителем республиканской олимпиады по истории. Окончил школу-гимназию № 1 имени Льва Толстого с отличием.

### Юность
Еще учась в школе, он участвовал во Всемирной молодежной конференции ООН по водным ресурсам от Кыргызской Республики, а также принимал участие в других международных мероприятиях за рубежом.
В 10-11 классах он был победителем республиканской олимпиады по всемирной и отечественной истории, организованной Министерством образования и науки КР.
Окончил с отличием школу-гимназию № 1 имени Льва Толстого.
Продолжил обучение в Национальном исследовательском университете «Высшая школа экономики» в Москве на факультете мировой экономики и мировой политики, а также параллельно с основным курсом «Международные отношения» проходит двухгодичный факультет права. Работал 
ассистентом доцента Н.М. Милованцевой в Международной лаборатории исследований мирового порядка и нового регионализма.
Прошел обучение в летней школе по антикоррупционной политике в июле 2018 года, организованной Transparency International.
В октябре 2019 года он завершил тренинг по демократии для молодых лидеров в Грузии, организованный в рамках проекта Евросоюза.

## Политическая деятельность
Темирлан Султанбеков с момента совершеннолетия — с 12 сентября 2016 года в составе партии СДПК. Имеет почетный партбилет № 9.
В 2016 году он стал самым молодым советником правящей социал-демократической фракции в национальном парламенте – Жогорку Кенеше КР за всю историю парламента.
6 апреля 2018 года на съезде партии был избран членом политсовета и вошел в президиум политсовета.
В мае 2020 года он был избран заместителем председателя партии.
Султанбеков также прославился победой в теледебатах на выборах в октябре 2020 года в Кыргызстане.
С 2018 по 2019 годы являлся официальным представителем социал-демократов Кыргызстана в Российской Федерации, сопровождал экс-президента Алмазбека Атамбаева в его визите в Москву.
На парламентских выборах 2020 года отказался от предложений властей и провластных партий и шёл кандидатом в депутаты в первой десятке от политической партии «Социал-демократы». 10 октября 2020 года после революции в Кыргызстане был задержан правоохранительными органами за организацию массовых беспорядков и попытку государственного переворота.
В феврале 2021 года по предложению экс-президента А.Атамбаева съезд партии избрал Темирлана Султанбекова новым председателем партии.

## Противостояние с Сооронбаем Жээнбековым, арест, тюрьма и революция
На президентских выборах 2017 года Темирлан Султанбеков активно поддержал Сооронбая Жээнбекова как кандидата в президенты от СДПК.
После внутрипартийного раскола он поддержал экс-президента А.Атамбаева, а также обвинил президента Сооронбая Жээнбекова в организации семейно-кланового режима и отклонении от пути устойчивого, демократического развития Кыргызстана.
В конце октября 2019 года Темирлан Султанбеков потребовал возбудить уголовное дело в отношении Асылбека Жээнбекова, брата президента Сооронбая Жээнбекова, и арестовать его за участие в коррупционных схемах, халатность и злоупотребление служебным положением.
2 ноября 2019 года президент Сооронбай Жээнбеков встретился с руководителями ведущих СМИ Кыргызстана, где заявил: «Вот Султанбеков говорит: «Решайте, с кем вы — со своими родственниками или с народом». Я уже давно решил. Я с людьми. Чего они хотят? Чтобы я мог защитить кучу коррумпированных чиновников? Это не произойдет. Я давно сделал выбор: я с народом! "Я высказался, и стало легче", - заключил глава государства.
Султанбеков в ответ 11 ноября 2019 года заявил, что продолжит добиваться ареста Асылбека Жээнбекова.
На парламентских выборах 2020 года он отказался от предложений власти и проправительственных партий и был кандидатом в депутаты в первой десятке от политической партии «Социал-демократы».
10 октября 2020 года, после революции в Кыргызстане, был задержан правоохранительными органами за организацию массовых беспорядков и попытку государственного переворота. 13 октября Первомайский районный суд Бишкека постановил взять Темирлана Султанбекова под стражу на два месяца с правом продления срока содержания под стражей на неопределенный срок.
В поддержку Темирлана Султанбекова выступили: генеральный секретарь Социалистического Интернационала Луис Айала, Политическая партия «Справедливая Россия», премьер-министр Кыргызстана Садыр Жапаров, политики Омурбек Бабанов, Жанар Акаев, Ирина Карамушкина, Мирлан Жээнчороев, Алмамбет Шыкмаматов, Алтынай Омурбекова, Дастан Бекешев, Адахан Мадумаров, Урмат Джаныбаев, Клара Сооронкулова и другие. Также в поддержку Султанбекова выступили общественные деятели и деятели культуры: Сыймык Бейшекеев, Мирбек Атабеков, Назира Айтбекова, Съездбек Искеналиев, Кайрат Примбердиев, Ассоль Молдокматова и другие.
Благодаря большой общественной поддержке, в течение суток Темирлан Султанбеков был освобожден по решению Бишкекского городского суда.
14 октября 2020 года вечером Темирлан Султанбеков встретился с Садыром Жапаровым и поддержал его «в целях изгнания Жээнбекова».
На следующий день, 15 октября 2020 года, президент Сооронбай Жээнбеков подал в отставку.
31 мая 2021 года Асылбек Жээнбеков был задержан правоохранительными органами Кыргызстана по подозрению в коррупции.

1 июня 2021 года Темирлан Султанбеков заявил следующее:
«Все эти последние три года я знал, что это произойдет, я обращался к Сооронбаю Жээнбекову с заявлениями, чтобы помочь им. Но однажды он публично на пресс-конференции сказал обо мне, что я говорю неправду о том, что его родственники вмешиваются во власть. Сейчас мне звонит много журналистов, просят комментарий. Я хочу сказать только одно: все, что я думаю об этом и о них, я сказал в свое время. Сейчас будет неправильно, если я буду их критиковать, это будет необъективно, ведь они — тогдашние президент, его брат, аппарат и еще ряд депутатов — боролись со мной, с какими-то мальчиком 19 лет, увольняли моих родителей и других родственников с работы, вызывали на допросы, устраивали акции устрашения, издевались и в конце концов посадили и угрожали истязать пытками. Прошло два года, и вокруг них теперь нет никого. Где бравые депутаты, правительство, силовики? Главное — оставаться человеком, главное — всегда быть человеком!"

## Участие воктябрьских событиях 2020 года
5-6 октября 2020 года в Кыргызстане прошли многотысячные митинги с захватом Белого дома, ГКНБ, прокуратуры, парламента и МВД. Одним из лидеров протестов был Темирлан Султанбеков.
9 октября Темирлан Султанбеков был задержан правоохранительными органами за организацию массовых беспорядков и попытку государственного переворота. 13 октября Первомайский районный суд Бишкека постановил взять Темирлана Султанбекова под стражу на два месяца с правом продления срока содержания под стражей на неопределенный срок.
Благодаря большой общественной поддержке в течение суток Темирлан Султанбеков был освобожден по решению Бишкекского городского суда: 14 октября ему была изменена мера пресечения с ареста в СИЗО на домашний арест.
На следующий день, 15 октября, Жээнбеков был вынужден уйти с поста президента в результате народных волнений.
28 июня 2022 года в Первомайском районном суде Бишкека прокурор просил приговорить Темирлана Султанбекова к девяти годам лишения свободы с отбыванием наказания в колонии общего режима.
Покинув совещательную комнату, судья Убайдулла Сатимкулов зачитал приговор, согласно которому Темирлан Султанбеков оправдан за отсутствием состава преступления.

## Конституционная реформа и ограничение свободы в стране
Повышение возрастного порога депутатов Жогорку Кенеша Кыргызстана с 21 до 25 лет связано с конфликтом между Султанбековым и Акылбеком Жапаровым. На тот момент Темирлану Султанбекову было 22 года.
23 октября 2020 года Темирлан Султанбеков в ходе дебатов с советником президента Акылбеком Жапаровым обвинил его в коррупции и потребовал вернуть деньги в госбюджет. Акылбек Жапаров отозвался о Султанбекове выразившись нецензурно. 26 октября 2020 года Султанбеков заявил, что отказывается войти в состав правительства Садыра Жапарова. По его словам, у нынешнего правительства нет четкой стратегии, планов и воли по реализации масштабных реформ в Кыргызстане. По словам Султанбекова, Садыр Жапаров «уже находится под влиянием ряда людей, и сегодня государство погружается в хаос, беззаконие, диктатуру, к власти приходят коррумпированные люди, Конституция страны не соблюдается».
27 октября 2020 года и. о. Президента Кыргызской Республики Садыр Жапаров в видео интервью сообщил, что уволил Акылбека Жапарова с поста советника главы государства за то, что он нелицеприятно отзывался в адрес Темирлана Султанбекова.
В ходе принятия новой Конституции Акылбек Жапаров предложил внести поправку о повышении возрастного порога для депутатов ЖК КР с 21 года до 25 лет,  чтобы не пускать Темирлана Султанбекова в парламент. Конституционная палата единогласно отклонила предложение Акылбека Жапарова. Однако в окончательном тексте новой Конституции появился пункт о повышении порогового возраста для избрания в депутаты с 21 до 25 лет. Темирлан Султанбеков заявил в интервью СМИ, что разговаривал с властями и пытался договориться о недопустимости лишения его возможности участвовать в выборах, но переговоры не привели к успеху.
Темирлан Султанбеков назвал Акылбека Жапарова коррумпированным чиновником и стал требовать компенсацию финансовых затрат государству. В результате в рамках дела об уклонении от уплаты налогов жена Акылбека Жапарова выплатила государству 28 миллионов сомов. Султанбеков назвал это первой победой, но отметил, что этого недостаточно.
В 2022 году в ходе панельной дискуссии заместитель председателя ЦИК КР Узар Жылкыбаев признал и подчеркнул, что повышение возрастного ценза для депутатов до 25 лет было принято с целью не допустить прохождения Темирлана Султанбекова в парламент. При принятии новой Конституции Акылбек Жапаров предложил изменить возрастной ценз депутатов ЖК КР с 21 до 25 лет, Темирлану Султанбекову было 22 года.

## Председатель партии
12 февраля 2021 года Темирлан Султанбеков на съезде партии «Социал-демократы» при поддержке экс-президента Алмазбека Атамбаева был избран председателем партии. В выборах городских советах депутатов под руководством Темирлана Султанбекова партия прошла в ряде городов: Канте (7 %), Орловке (20 %), Кемине (8,8 %), Шопокове (10 %), Кара-Балте (14,5 %), Чолпон-Ате (18,7 %), а также в столице- Бишкеке (8,5 %).
Выборы в столице были наиболее конкурентными; в результате партия Социал-демократов получила 5,4% и не прошла в Бишкекский городской Совет депутатов. Однако социал-демократы начали проводить массовые митинги с лозунгами о непрозрачности выборов, подкупе избирателей и фальсификации результатов. В результате впервые в истории Кыргызстана были отменены результаты выборов в столичный парламент. На вторых выборах спустя 2 месяца партия Социал-демократов получила 9% голосов и вошла в Бишкекский городской Совет депутатов. СМИ Кыргызстана назвали победу социал-демократов триумфальной. Фракции социал-демократов активно работают в региональных парламентах и показывают большую эффективность и результативность.
По итогам 2022 года Бишкекский городской Совет депутатов наградил Темирлана Султанбекова серебряным знаком отличия. Под руководством Темирлана Султанбекова были созданы юридически независимые, но аффилированные с партией молодежные, женские и экологические организации. Они стали полноправными членами международных организаций. После начала российско-украинской войны партия социал-демократов прервала давнюю традиционную внешнюю политику евразийства и международного межпартийного сотрудничества только в рамках СНГ и Азии.
Таким образом, партия социал-демократов начала активное взаимодействие с политическими партиями Европы, с фракцией Прогрессивного альянса социалистов и демократов Европарламента.
Партия Социал-демократов избрана в президиум Социалистического Интернационала, Темирлан Султанбеков на съезде в ноябре 2022 года в Мадриде избран вице-президентом Социалистического Интернационала, а глава правительства Испании, лидер Испанской рабочей социалистической партии Педро Санчес стал президентом Социалистического Интернационала.
В июне 2023 года молодежная организация партии на съезде IUSY в Панаме стала членом организации.
В июле 2023 года на заседании Политсовета Прогрессивного альянса в Брюсселе было принято решение о включении партии «Социал-демократы Кыргызстана» в организацию в качестве полноправного члена.